# Vitalij Lux

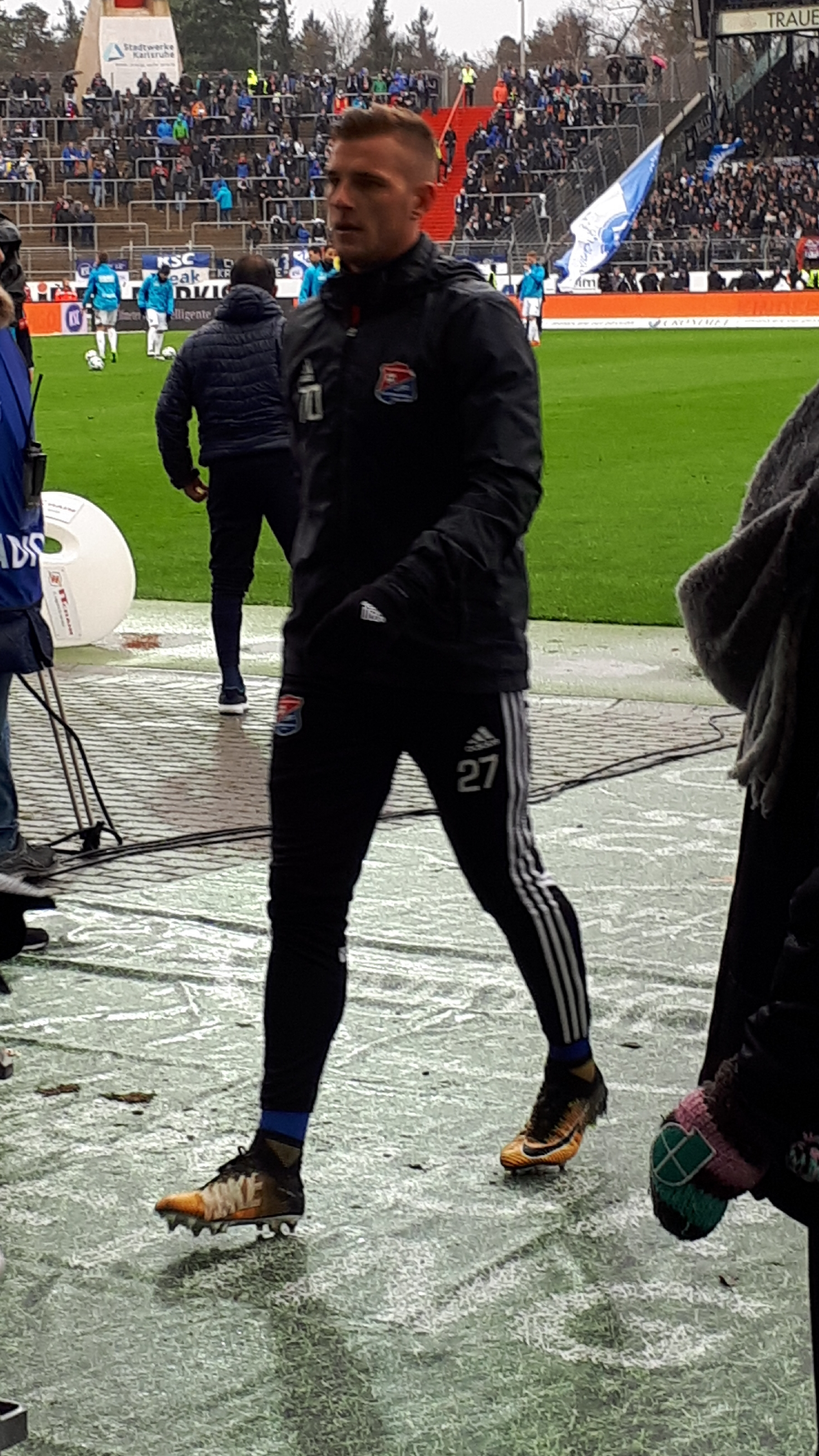
Vitalij Lux (2018).

Vitalij Lux (en ruso: Виталий Люкс, romanizado como Vitaliy Lyuks; nacido el 27 de febrero de 1989 en Kara-Balta, Unión Soviética, (hoy Kirguistán) es un futbolista alemán-kirguís que actualmente juega en el  SSV Ulm.

## Primeros años
Lux nació en Kara-Balta, Unión Soviética (ahora Kirguistán) pero se crio en Ulm, Alemania, desde que tenía 6 años .

## Carrera
Lux marcó por primera vez con el Unterhaching, en la victoria por 6–0 contra el FC Augsburg II.
Ayudó al Unterhaching a alcanzar la final de la Copa de Baviera 2015-16 haciéndole un doblete en cuartos de final al Seligenporten, y otro doblete más en las semifinales en contra Jahn Regensburg.

## Internacional
Vitalij Lux fue convocado en mayo de 2015 por Aleksandr Krestinin para representar a la Selección nacional de fútbol de Kirguistán en las clasificatorias para el Mundial de Rusia 2018 contra Bangladés y Australia. Debutó en una victoria 3–1 contra Bangladés, jugando los 90 minutos.

## Estadísticas de su carrera

### Internacional
| Selección de fútbol de Kirguistán | Selección de fútbol de Kirguistán | Selección de fútbol de Kirguistán |
| Año                               | Partidos                          | Goles                             |
| --------------------------------- | --------------------------------- | --------------------------------- |
| 2015                              | 7                                 | 1                                 |
| 2016                              | 8                                 | 2                                 |
| 2017                              | 4                                 | 1                                 |
| 2018                              | 1                                 | 1                                 |
| Total                             | 20                                | 5                                 |

Actualizado a 22 de marzo de 2018

### Goles internacionales
| #  | Fecha                   | Local                                       | Adversario | Puntuación | Resultado | Competición                                 |
| -- | ----------------------- | ------------------------------------------- | ---------- | ---------- | --------- | ------------------------------------------- |
| 1. | 13 de octubre de 2015   | Estadio Spartak, Biskek, Kirguistán         | Bangladés  | 1–0        | 2–0       | Clasificación a la Copa del Mundo FIFA 2018 |
| 2. | 29 de marzo de 2016     | Estadio Pamir , Dusambé, Tayikistán         | Tayikistán | 1–0        | 1–0       | Clasificación a la Copa del Mundo FIFA 2018 |
| 3. | 6 de septiembre de 2016 | Estadio Dolen Omurzakov, Biskek, Kirguistán | Filipinas  | 1–2        | 1–2       | Amistoso                                    |
| 4. | 14 de noviembre de 2017 | Estádio Campo Desportivo, Taipa, Macau      | Macau      | 2–0        | 4–3       | Clasificación para la Copa Asiática 2019    |
| 5. | 22 de marzo de 2018     | Estadio de Incheon , Incheon, Corea del Sur | Myanmar    | 4–0        | 5–1       | Clasificación para la Copa Asiática 2019    |